# Стрельба на летних Олимпийских играх 1976

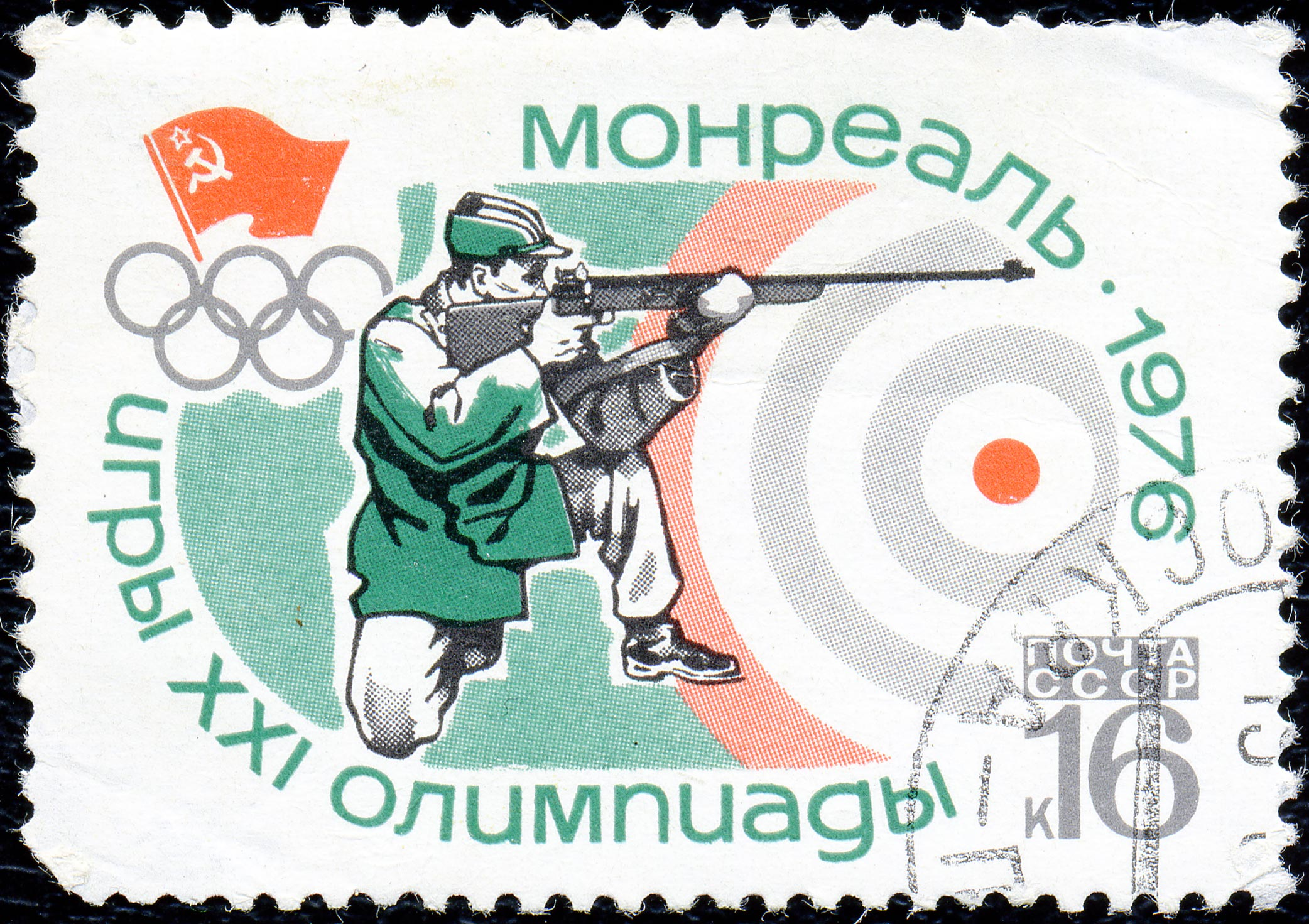
Почтовая марка СССР. 1976. XXI Летние Олимпийские игры. Стрельба

Соревнования по стрельбе на летних Олимпийских играх 1976 года прошли в Монреале с 18 по 24 июля. Впервые на олимпийских соревнованиях по стрельбе получила медаль женщина — американка Маргарет Мёрдок. Участвовали 344 спортсмена (336 мужчин и 8 женщин) из 60 стран, которые боролись за 7 комплектов медалей.

## Медали

### Общий медальный зачёт
(Жирным выделено самое большое количество медалей в своей категории)
| Общее количество медалей |              |        |         |        |       |
| Место                    | Страна       | Золото | Серебро | Бронза | Всего |
| 1                        | ГДР          | 2      | 2       | 0      | 4     |
| 2                        | США          | 2      | 1       | 0      | 3     |
| 3                        | СССР         | 1      | 1       | 1      | 3     |
| 3                        | ФРГ          | 1      | 1       | 1      | 3     |
| 5                        | Италия       | 0      | 0       | 2      | 2     |
| 5                        | Польша       | 0      | 0       | 2      | 2     |
| 7                        | Чехословакия | 1      | 0       | 0      | 1     |
| 8                        | Нидерланды   | 0      | 1       | 0      | 1     |
| 8                        | Португалия   | 0      | 1       | 0      | 1     |
| 10                       | Австрия      | 0      | 0       | 1      | 1     |

### Медалисты
| Дисциплина                                         | Золото                     | Серебро                  | Бронза                     |
| Скорострельный пистолет, 25 м                      | Норберт Клаар ГДР          | Юрген Вифель ГДР         | Роберто Феррарис Италия    |
| Пистолет, 50 м                                     | Уве Поттек ГДР             | Харальд Фольмар ГДР      | Рудольф Доллингер Австрия  |
| Малокалиберная винтовка лёжа, 50 м                 | Карлхайнц Смишек ФРГ       | Ульрих Линд ФРГ          | Геннадий Лущиков СССР      |
| Малокалиберная винтовка с трёх позиций, 50 м       | Лэнни Бэшем США            | Маргарет Мёрдок США      | Вернер Зайбольд ФРГ        |
| Малокалиберная винтовка по движущейся мишени, 50 м | Александр Газов СССР       | Александр Кедяров СССР   | Ежи Грешкевич Польша       |
| Трап                                               | Дональд Хольдеман США      | Арманду Силва Португалия | Убальдеско Бальди Италия   |
| Скит                                               | Йозеф Паначек Чехословакия | Эрик Свинкелс Нидерланды | Веслав Гавликовский Польша |

## Судьи
Президент UIT —  Курт Хаслер, генеральный секретарь UIT —  Эрнст Циммерман.
Технические делегаты ISSF —  Ренарт Сулейманов,  Майк Типа.
Жюри:
- Гаврилэ Барани
- Георгис Вихос
- Джон Джонстон
- Тоётаро Икута
- Шафик Механна

Судьи:
- Майкл Бакстер
- Люсьен Биттар
- Микеланджело Боррьелло[итал.]
- Берт Буш
- Поуль Глеснер
- Тибор Гонцоль[англ.]
- Ханс Кабленберг
- Йордан Кенов
- Йёста Клингспор
- Ханс Ковар
- Ханс Эрнст Ланг
- Энн Меривяли
- Стэнли Мэйт
- Микко Йоханнес Нордквист[фин.]
- Джеймс О’Коннор
- Хосе Орбегосо
- Джерри Палмер
- Дональд Паркер
- Николай Покровский
- Евгений Поликанин
- Энрике Ребора[англ.]
- Северино Роса Клот
- Милун Стефанович
- Бернхард Фишер
- Артур Фокс
- Гилберт Хендерсон[англ.]
- Мартин Хисон[пол.]
- Отто Хорбер[пол.]
- Петре Чишмиджу[англ.]
- Херман Шлепфер
- Бьёрн Шулльстрём

## Факты
В соревнованиях в ските 41-е место занял будущий премьер-министр Японии (2008—2009) 35-летний Таро Асо.